# تمال
التَّمال أو التامال (بالإنجليزية: Tamale)‏ هو اسم مشتق من لغة الناهاتل ويعني "مغطى"، وهو اسم عام أعطي للعديد من الأطباق اللاتينية من قبل الطباخين المحليين، يحضر بشكل عام من طحين الذرة المطبوخ بالبخار وتكون مغطاة بأوراق الذرة أو أحيانا بأوراق الموز أو الافوكادو وإضافة إلى ذلك تغطى بأوراق ألمينيوم أو أوراق بلاستيكية وتكون محشية باللحم والخضار والفلفل والفواكه وبعض الصلصات وقد تحوي طعمة حلوة أو سلطات.

## الأصل
يقال بأن الشعوب القديمة في المكسيك أخذت الذرة إلى مناطق وشعوب أخرى كما أخذوا معهم أطباق وطرائق طبخ الذرة مما جعل التمال طريقة سهلة وبسيطة لتحضير أطباق الذرة ومن الممكن الاعتقاد أن الذرة أخذت من داخل المكسيك وأمريكا اللاتينية والجنوبية.

## في المكسيك
التمال يشكل حاليا جزءا من الوجبات الأساسية للمكسيكيين في الحفلات والمناسبات، واستهلاكه تقليدي في حفلات الأجداد وو في حفلات الزواج في الفنادق وال أماكن الأخرى، كما يعد طبق أساسي في عيد الميلاد.

## في أمريكا اللاتينية
يأكل الناس بشكل كثيف التمال في غواتيمالا والسلفادور و الهندوراس ونيكاراغوا ( عرفت على زمن شعوب المايا ).
كما توجد في كوستاريك و بنما و بويرتوريكو والدومينيكان و الأرجنتين وبوليفيا و الرازيل وشيلي و كولومبيا و البيرو.
في الولايات المتحدة الأمريكية :
الكلمة المعتداة بالإنجليزية "tamale"، و يشكل التمال طبقا مشهورا جدا في الولايات المتحدة الأمريكية وخصوصا في الولايات الجنوبية القريبة من المكسيك وفلوريدا، وتحضر بشكل تقليدي أيضا في عيد الميلاد.